# Musique néerlandaise
La musique néerlandaise désigne la musique aux Pays-Bas, et possède un riche passé dans la musique classique. Malgré les liens du pays avec la Bourgogne[Laquelle ?] ou l'Espagne, la langue néerlandaise est un vecteur d'unité parmi les musiciens. Bien que situés près de la Scandinavie, les Pays-Bas connaissent un destin différent concernant leur musique traditionnelle, influencée par l'Allemagne, plus proche. Les chansons traditionnelles sont représentées par le levenslied, un genre proche de la variété sentimentale dont André Hazes, Willy Alberti et Koos Alberts sont des représentants connus.
Des styles de musique électronique à la base néerlandais comme la techno, le hardcore, le hardstyle, le gabber, la trance prennent également une place mondiale et se popularisent dans le monde entier dès les années 1990-2000. Des groupes, producteurs et DJ notables conquérissent les événements du genre. L'Amsterdam Music Festival, le Thunderdome et le Sensation, figurant parmi des plus grands festivals de musique électronique au monde, servent à les promouvoir et faire découvrir les styles néerlandais émergents.
La musique contemporaine prend un essor[Quand ?] tout particulier aux Pays-Bas avec des mouvements tels le nederpop chanté en anglais et en néerlandais avec des groupes tels Golden Earring et Shocking Blue, mais aussi dans les domaines du jazz ou du rock.

## Musique classique

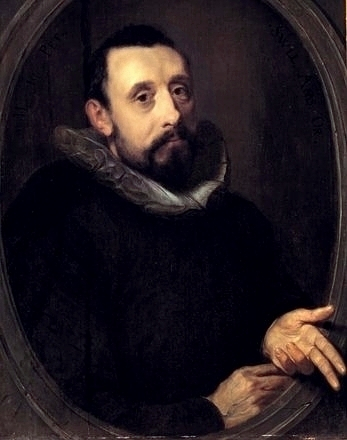
Jan Pieterszoon Sweelinck.

Les Pays-Bas ont eu une culture classique dès le Moyen Âge avec la présence d'orgue, mais ce n'est qu'à la Renaissance qu'elle émerge avec l'École franco-flamande dont Jacob Obrecht en est la figure marquante. L'Antwerps liedboek témoigne de chansons flamandes dès 1544. Jan Pieterszoon Sweelinck était un compositeur, organiste et pédagogue baroque surnommé l'« Orpheus d'Amsterdam » du fait de sa qualité d'improvisateur. Réputé parmi ses pairs, il adapta nombre d'œuvres anglaises et vice versa et fut le maître des Écoles allemandes d'orgue. Son contemporain Jacob van Eyck fut un carillonneur réputé dans tout l'Europe. Alphons Diepenbrock fut un compositeur dont les œuvres mêlaient polyphonie renaissance et chromatisme wagnérien.
Willem Pijper est la figure emblématique de la période moderne avec des œuvres atonales dès 1919 comportant des accents émotifs telle la 3e Symphonie (1926), et monotonales à la fin de sa vie. Il fut aussi un grand pédagogue au sein des conservatoires d'Amsterdam et de Rotterdam. De la même période on peut citer les compositeurs Bernard Zweers, Bernard van Dieren, Matthijs Vermeulen, Hendrik Andriessen, Henriëtte Bosmans, Rudolf Escher. Ton de Leeuw est un compositeur microtonal dont l'œuvre maîtresse est l'opéra, Antigone. Les deux fils d'Hendrik Andriessen sont des compositeurs renommés, Jurriaan Andriessen et Louis Andriessen, un compositeur expérimentant le sérialisme (Series, 1958), le pastiche (Anachronie I, 1966-67), les bandes (Il Duce, 1973) et le minimalisme ou le jazz (De Staat) américains se démarquant du romantisme allemand.  Ses autres pièces maîtresses sont De Materie (1984-88), et les opéras Rosa : A Horse Drama (1994) et Writing to Vermeer (1998). Les compositeurs plus contemporains sont Klaas de Vries, Jacob Ter Veldhuis, Guus Janssen et Cornelis de Bondt.
Enfin, l'on se doit de citer le violoniste le plus célèbre du pays, dont la carrière a eu un large écho à l'international, André Rieu.

## Musique traditionnelle
La musique traditionnelle se caractérise par une ligne de basse très marquée, à tel point qu'elle n'est pas secondaire et accompagnante, mais première et dominante notamment dans la musique à danser où malgré une mélodie rapide, les danseurs vont suivre sa ligne lente. Les sabots portés lors de ces danses ont en outre une fonction percussive étant donné qu'ils sont entièrement en bois. Ces danses campagnardes furent amenées en ville lors de l'urbanisation au XIXe siècle, mais leurs collectages en milieu rural n’intervinrent qu'au XXe siècle par Cobi Schreijer (nl) et Ate Doornbosch (nl) notamment. Dans les années 1970 il y eut de plus un roots revival (« retour aux sources ») avec des artistes tels Gerard van Maasakkers, Jos Koning (nl), Dommelvolk (nl), RK Veulpoepers BV, Fungus, Wolverloi, Pitchwheel, Törf (nl), Folkcorn, Twee Violen en een Bas, Dubius, Mus, Matzko et Wè-nun Henk (nl). La région de Frise est particulièrement touchée par cette vague avec des chants en frison par Irolt. Le folklore y est très vivant avec des festivals où se produisent des ensembles skotsploech. Enfin, la musique de fanfare est vivace dans tout le pays.

## Musique populaire

### Disco
Le disco a du succès aux Pays-Bas avec Luv', Dolly Dots, Spargo et Time Bandits. Enfin, dans les années 2010, quelques chanteurs néerlandais s'exportent hors des frontières du royaume, tels Eva Simons, Mr. Probz ou Caro Emerald.

### Jazz

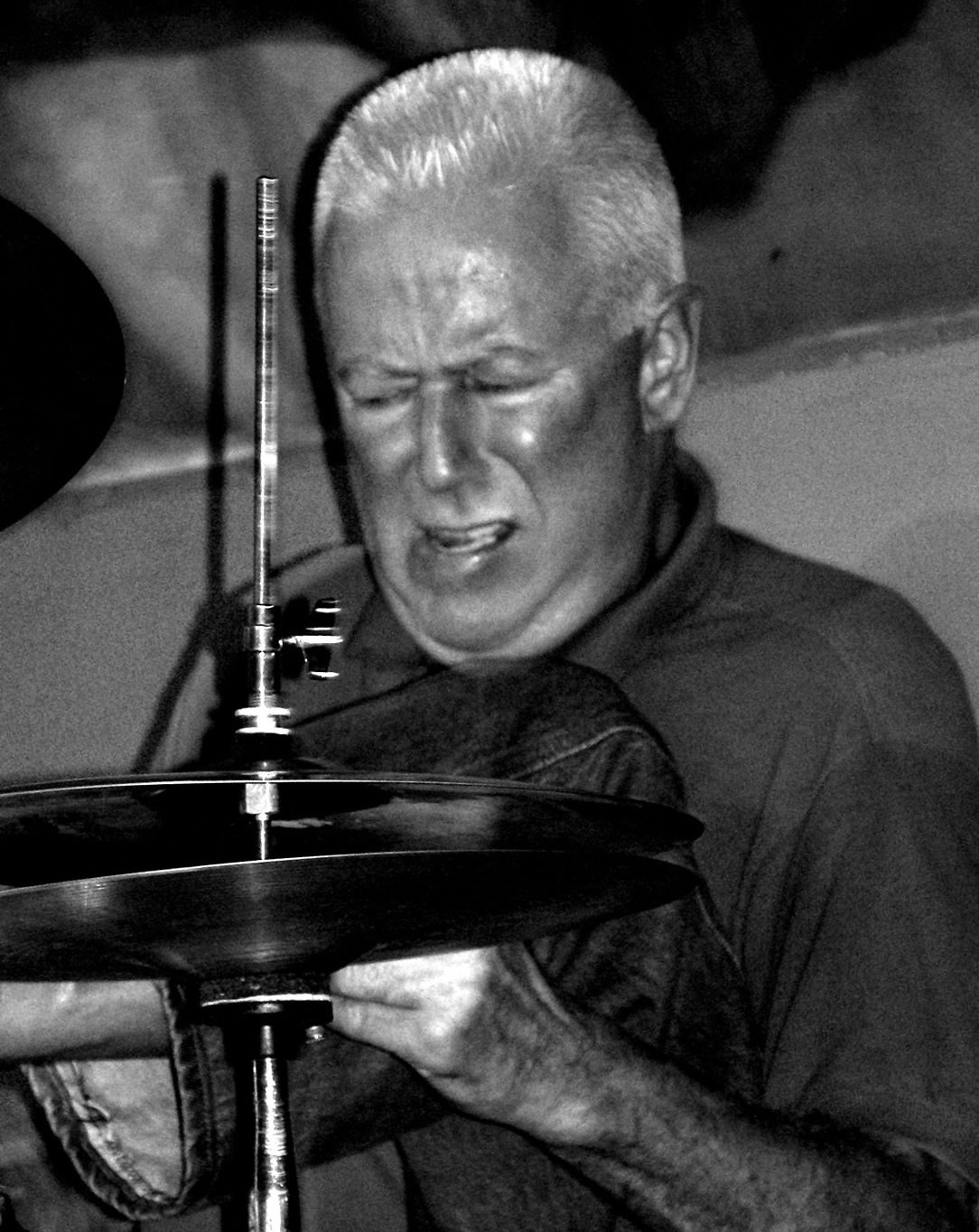
Le musicien néerlandais de jazz Han Bennink.

Le jazz rencontre un certain succès auprès des Néerlandais. Le North Sea Jazz Festival attire nombres d'artistes internationaux. Parmi les nationaux, Misha Mengelberg est un pianiste compositeur ayant côtoyé Derek Bailey, Peter Brötzmann, Evan Parker, Anthony Braxton et Eric Dolphy. En 1966, il joue au Newport Jazz Festival en s'associant avec Piet Noordijk et le batteur percussionniste Han Bennink. Ce dernier accompagna aussi nombre de musiciens américains tels Dexter Gordon, Sonny Rollins et Eric Dolphy ; il joue dans le trio de Peter Brötzmann et Fred Van Hove puis dans Clusone 3 (ou Clusone Trio). Il accompagne aussi Derek Bailey, Don Cherry et Alexander von Schlippenbach. Willem Breuker est un compositeur, arrangeur, saxophoniste et clarinettiste qui dirige depuis 1974 le Willem Breuker Kollektief. Moins connu, le Dutch Swing College Band est sans doute la plus ancienne formation jazz du pays. Le flûtiste Chris Hinze est une autre figure marquante ayant frayé avec la musique classique ou world. Dans le domaine du rock 'n' roll, Peter Koelewijn est le premier à chanter en néerlandais dès les années 1950. Puis c'est le tour de Boudewijn de Groot dans les années 1960, et de Rob de Nijs dans les années 1970 suivi d'André Hazes et Frank Boeijen dans les années 1980, puis Marco Borsato domine les années 1990 avec Jan Smit, Frans Bauer, Gerard Joling, Guus Meeuwis et René Froger.

### Hip-hop
Le nederhop (hip-hop néerlandais ou rap néerlandais) est lancé en 1988 par Osdorp Posse qui chante en néerlandais. Pete Philly & Perquisite, Extince, Brainpower, Opgezwolle et Def Rhymz sont ses dignes successeurs. Par ailleurs, des musiciens originaires des anciennes colonies néerlandaises tels que Tala Mena Siwa et le Moluccan Moods Orchestra des Moluques ou William Souvenir et Carlo Jones dans le style kaseko du Suriname deviennent populaires aussi[Quand ?].

### Heavy metal

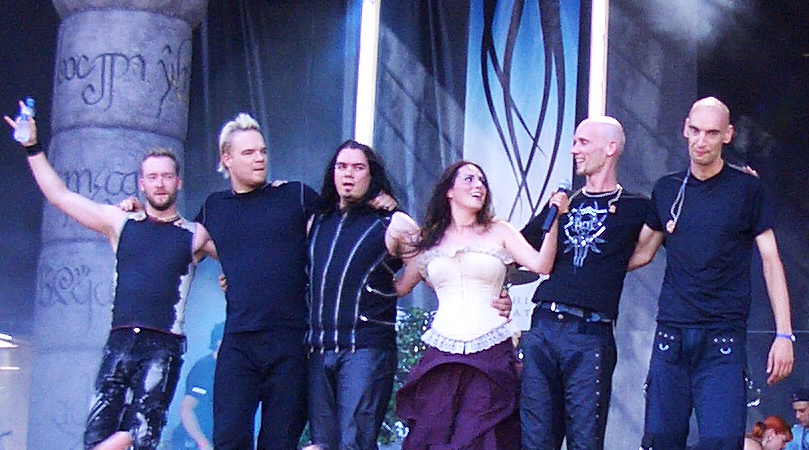
Within Temptation est l'un des groupes les plus influents des Pays-Bas.

Le metal est aussi bien représenté depuis 1990 dans le pays avec le metal symphonique joué par Within Temptation, The Gathering, After Forever et Epica. Le death metal a aussi ses représentants tels que Gorefest, Pestilence, God Dethroned, Severe Torture et Vandenberg. Par ailleurs, le groupe américain Van Halen est formé par le Néerlandais Eddie Van Halen.

### Pop
Les premières chansons de nederpop peuvent être retracées aux Pays-Bas, plus précisément dans la ville d'Amsterdam. La nederpop trouve généralement son public parmi les jeunes, et les thèmes en néerlandais se concentrent sur le racisme et la toxicomanie. Des premiers éléments de nederpop sont lancés au festival Noorderslag en janvier 1968, considéré comme « le canon de la pop néerlandaise. » Les Tielman Brothers, un groupe indonésien venu à Bruxelles, sont l'un des premiers précurseurs du genre avec leur single Rock Little Baby of Mine (1958). Le chanteur local Peter Koelewijn remporte un franc succès avec le titre Rockets Bowl That Roof.
En 2008, l'auteur local Jan van der Plas présente son ouvrage intitulé 50 jaar Nederpop, een geschiedenis van de Nederlandse popmuziek. La même année, le journal OOR publie un top 100 des meilleurs albums de pop néerlandaise. Des compilations comme 100 Beste Nederpop Hits listent également les meilleures chansons nederpop. Pour commémorer les 50 ans d'existence du genre, une émission spéciale sur l'histoire du nederpop est diffusée et un concert en live au Heineken Music Hall est organisé le 3 octobre 2008. Des stations de radio comme Radio 2 diffusent en boucle de la nederpop, et un jeu télévisé consacré au genre est diffusé sur la chaîne Nederland 3. En 2014, la chaîne néerlandaise 192TV consacre une soirée aux pionniers de la nederpop comme The Buffoons, Johnny Kendall, The Motions, Les Baroques et The Shoes.

### Punk rock
Le mouvement punk est initié aux Pays-Bas par Ivy Green et Tedje en de Flikkers dont les performances scéniques avaient autant un caractère politique que sexuel ou musical ; les groupes The Ex, De Kift et De Heideroosjes leur succèdent. Le rock indépendant des années 1990 à 2000 est représenté par Bettie Serveert, Alamo Race Track, Johan, Spinvis, Gem, Bauer, Daryll-Ann, zZz, Voicst et Yuri Landman. 

### Rock
Nombre de groupes de rock néerlandais suivent la même veine, dont les Indorock (des membres de la communauté Indo de La Haye) des années 1950 sont les précurseurs avec Tielman Brothers et Blue Diamonds. Les années 1960 voient le succès de Golden Earring, The Outsiders et Shocking Blue qui connurent en premier le succès dans le rock psychédélique bientôt suivis par The Cats, Tee Set, Cuby + Blizzards, Brainbox et George Baker dans le rock progressif des années 1970 où Herman Brood devient une star, précédant Polle Eduard, Bots & Normaal, puis Doe Maar, Het Goede Doel et De Dijk dans les années 1980 suivit dans les années 1990 par le succès d'Acda en de Munnik, Bløf, Van Dik Hout, Kane, Gruppo Sportivo, Massada, Vitesse, Solution, The Nits et Focus. Les clubs Amsterdam's Paradiso et Melkweg sont longtemps des plaques tournantes de première importance pour tous les groupes alternatifs ou undergrounds anglo-saxons. Le boerenrock (« rock fermier ») mêle rock et pop avec des éléments régionaux humoristiques parfois chantés en dialecte par les groupes BZB, WC Experience, Normaal, Jovink en de Voederbietels, Rowwen Hèze, Neet Oét Lottum, Mooi Wark, Twarres et Jitiizer.

### Musique électronique

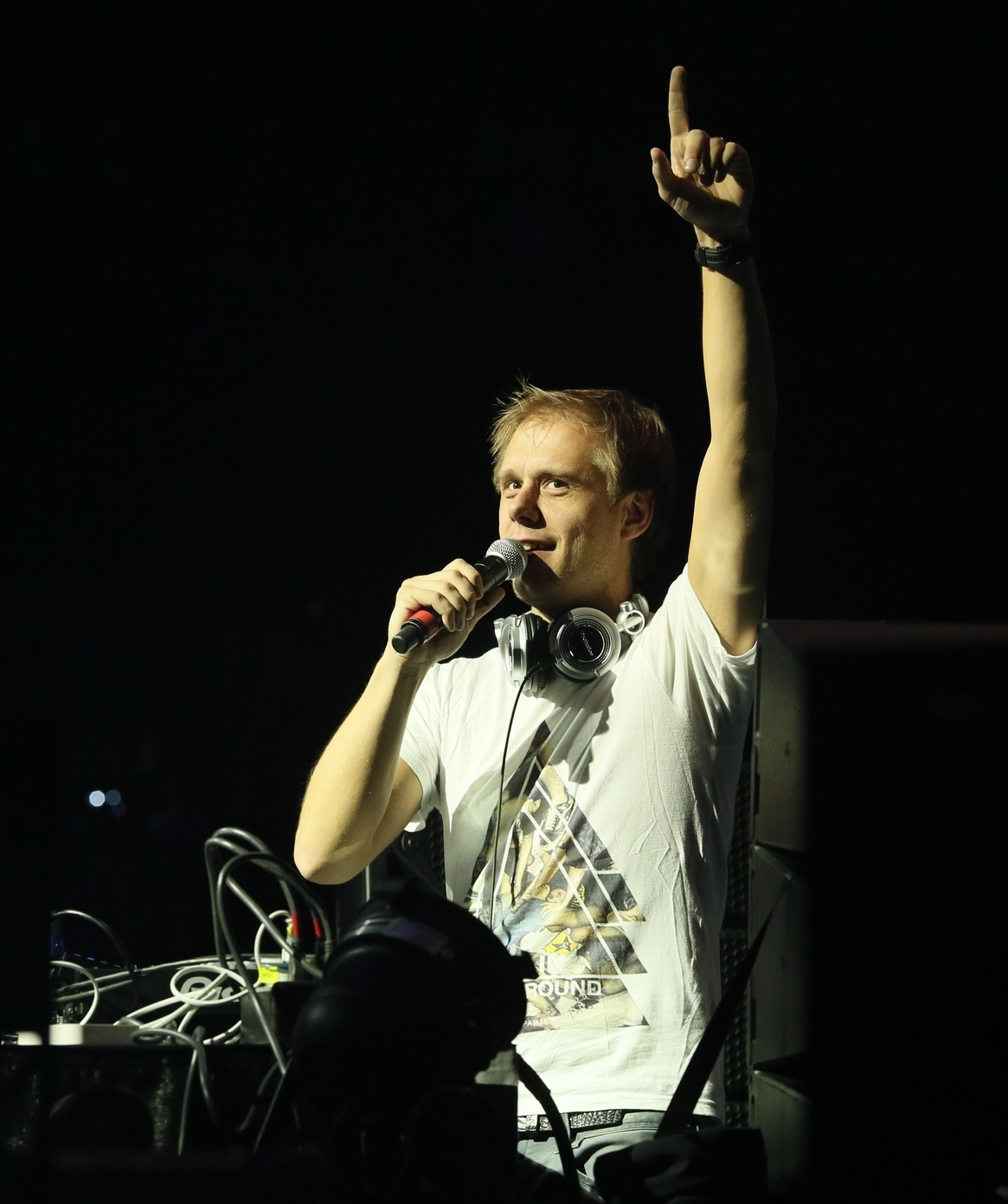
Van Buuren en décembre 2013.

Au début des années 1990, les DJ néerlandais développent leur style de musique électronique indépendant appelé gabber,. Le style se développe en réponse à la commercialisation massive de la musique house et s'inspire principalement du style hardcore de Francfort et de New York. Ce type de musique, considéré comme un type de techno extrême, atteignait les 260 BPM. L'un des premiers extended plays gabbers s'intitulait Amsterdam waar lech dat dan? du groupe Euromasters. À la fin des années 1990, le gabber était simplement nommé sous le terme « hardcore », puis scindé en deux genres distincts : le happy hardcore, puis le mainstream hardcore au début des années 2000. Parmi les artistes happy hardcore se trouvent Charly Lownoise, Mental Theo, Party Animals, Flamman & Abraxas, et Scooter.
L'Eurodance est représentée par 2 Unlimited, Alice Deejay, Vengaboys, 2 Brothers on the 4th Floor et Twenty-4-Seven. Les DJ de trance néerlandaise les plus connus sont Ferry Corsten et Armin van Buuren, légende vivante de la musique électronique, ayant gagné 5 fois le titre annuel de meilleur DJ du monde, décerné par le DJ Mag après vote populaire mondial.
Le drum and bass est aussi populaire avec Noisia, Black Sun Empire et Unit Moebius. Le groupe Urban Dance Squad avec Rude Boy (qui jouera avec Junkie XL) mélange rock 'n' roll, hip-hop et nu metal.
D'autres DJ fournissent également dans les années 2010, les antennes radios mondiales : Tiësto, Hardwell, Martin Garrix, Nicky Romero, Afrojack, Oliver Heldens, Showtek entre autres. D'autres artistes, jouant différents styles de musique électronique, mondialement reconnus par leurs pairs et la presse spécialisée, sont néerlandais : Vicetone, Sander van Doorn, Wildstylez, Frontliner, Don Diablo, Blasterjaxx, Fedde le Grand, Brennan Heart, Bakermat, Chuckie, Dash Berlin, Firebeatz, W&W, Laidback Luke, Sidney Samson, R3hab, Dyro, Ummet Ozcan, Dannic, Quintino, Chocolate Puma, Noisecontrollers, Alpharock, Headhunterz, Paul Elstak, Bingo Players, Angerfist sont des exemples parmi tant d'autres. Cette concentration d'artistes platinistes d'envergure planétaire aux Pays-Bas s'explique par le fait que les jeunes fassent la fête dès un jeune âge et que les prestations des animateurs musicaux soient relayées vers les labels (dont beaucoup sont également néerlandais : Spinnin' Records, Dirty Dutch Music, Musical Freedom, Armada Music, Offensive Records, Protocol Recordings) via les réseaux sociaux.